# Rogue Trooper (trò chơi điện tử)
Rogue Trooper là trò chơi điện tử thuộc thể loại bắn súng góc nhìn người thứ ba do hãng Rebellion Developments phát triển và Eidos Interactive phát hành vào năm 2006 và 2009, dành cho các hệ máy như Microsoft Windows, PlayStation 2, Xbox, và Wii.
Trò chơi sử dụng cốt truyện và tình tiết từ bộ truyện tranh cùng tên. Đây là game thứ hai mà hãng Rebellion sản xuất dựa trên nhân vật lấy từ bộ truyện tranh 2000 AD, lần đầu là Judge Dredd: Dredd Vs. Death vào năm 2003.

## Cốt truyện
Game lấy bối cảnh tại hành tinh Nu Earth, nơi có vị trí chiến lược rất quan trọng là gần một lỗ đen – cổng dịch chuyển đến những hành tinh khác trong vũ trụ. Vì lý do này nên Nu Earth đã bị các thế lực xâu xé, mưu đồ giành quyền bá chủ. Chiến tranh nổ ra và Nu Earth chỉ còn là một hành tinh hoang tàn với môi trường bị ô nhiễm nặng nề. Lúc này, các nhà khoa học thuộc phe Souther đã phát triển thành công một giống người vô tình có sức mạnh phi thường và khả năng chịu đựng cao. Họ có thể sinh sống trong môi trường khắc nghiệt tại Nu Earth mà không cần bất cứ dụng cụ bảo vệ nào (trong khi con người bình thường phải trang bị áo giáp và bình dưỡng khí mới tồntại được). Giống người siêu phàm có nước da xanh xám và đôi mắt trắng dã này, được tập hợp thành một đội quân với tên gọi GI (Genetic Infantrymen – Chiến binh đột biến gien). Đây là lực lượng nòng cốt của phe Souther. Rogue, nhân vật chính trong game, là một chiến binh thuộc đội quân của Souther kể từ đây phải dấn thân vào cuộc chiến tranh ác liệt giữa Souther và Nort trên Nu Earth.

## Cách chơi
Game có tổng cộng tất cả 12 màn chơi. Trong một lần tập kích xuống căn cứ của địch, các thành viên trong nhóm chiến binh đều lần lượt ngã xuống, cho đến khi chỉ còn lại một mình Rogue với biết bao gian nan trước mặt. Chính khoảnh khắc này, lực lượng GI đã bộc lộ một khả năng đặc biệt và cũng chính là điểm tạo nên nét đặc trưng của game: Mỗi chiến binh GI đều được trang bị một con chip điện tử trong đầu, khi họ chết đi, con chip này vẫn còn hoạt động với đầy đủ lý trí của người từng mang nó. Do đó, sau mỗi lần đồng đội hi sinh, Rogue lại thu hồi con chip để sau này gắn vào một cơ thể khác. Không chỉ thế, các con chip còn có một công dụng khác là có thể gắn vào các trang thiết bị, giúp chúng trở nên đa năng và mạnh hơn rất nhiều.
Trong trường hợp của Rogue, ba con chip đã tạm trú vào ba món thiết bị sau: 
- Gunnah – Súng: Khi được gắn vào khẩu súng, Gunnah giúp cho khẩu súng của Rogue có hỏa lực mạnh hơn, độ chính xác tăng lên rất nhiều so với trước. Thậm chí, khi Rogue đặt khẩu súng xuống đất, Gunnah có thể tự điều khiển như một khẩu súng máy tự động, sẵn sàng diệt bất cứ mục tiêu nào nằm trong tầm bắn của mình.[4]
- Bagman – Túi trang bị: Có Bagman quản lý, túi đồ của Rogue trở thành một xưởng sản xuất thu nhỏ khi nó có thể tạo ra các loại đạn dược, cũng như chế tạo và nâng cấp các công năng mới của khẩu súng. Tài nguyên để người chơi sử dụng là điểm lấy từ các đối thủ.[4]
- Helm – Mũ cối: Với sự giúp sức của Helm, vốn là một hacker chuyên nghiệp, Rogue dễ dàng xâm nhập vào các hệ thống máy tính, mở toang những cánh cửa điện tử một cách dễ dàng. Một tính năng khá hay khác của Helm chính là tạo ra hình ảnh ảo (hologram) của một GI, dùng để đánh lừa đối phương.[4]

Chính vì được trang bị các món đồ như vậy, nên khả năng chiến đấu của Rogue rất phong phú, và từ đó lối chơi của game cũng biến đổi rất đa dạng. Nếu thích các pha hành động đấu súng nhanh gọn, mạnh mẽ, sẽ khiến người chơi hài lòng với những tính năng ưu việt của khẩu súng mà Rogue mang theo. Vì nó đang là tiểu liên, thoắt cái lại biến thành shotgun, súng bắn tỉa hay thậm chí thành một dàn phóng tên lửa nhằm phá hủy những chiến đấu cơ hạng nặng của đối phương. Còn nếu thiên về trường phái hành động bí mật thì game cung cấp cho người chơi các chiêu ẩn nấp, sau đó là những cảnh rón rén quen thuộc từ phía sau và giết chết từng tên một với con dao găm trong tay (các pha này được dàn dựng bằng những đoạn cắt cảnh khá đẹp mắt). Riêng với trường phái thiện xạ, chỉ cần nhấn phím phải chuột, kính hồng tâm sẽ hiện ra với đầy đủ chế độ phóng to thu nhỏ giúp người chơi thi triển tài bắn tỉa của mình. Ở đây, có một chi tiết thể hiện sự chú trọng nghiêm túc của nhà phát triển đến các tiểu tiết của game là người chơi có thể nhắm bắn vào bình dưỡng khí sau lưng đối phương, khiến chúng xì hơi và rồi nổ tung, làm bắn đối phương lên cao chót vót. Có thể nói, nhiều khi những chi tiết vụn vặt và hài hước thế này, đôi khi lại trở thành những nhân tố chính, góp phần không nhỏ tạo nên lối chơi hấp dẫn của game.
Các dạng đối thủ mà Rogue gặp trong game rất đa dạng. Từ bọn lính thông thường trang bị súng trường và shotgun, cho tới những tên được trang bị bộ làm nhiễu tín hiệu (toàn bộ thông tin trên màn hình của người chơi sẽ mất hết), hay lực lượng bắn tỉa luôn thập thò trên những tòa nhà cao tầng, ngoài ra còn có các đơn vị hạng nặng như lính phóng lựu, Robot, những chiếc phi thuyền, chiến đấu cơ bay lượn như ong vò vẽ trên đầu. Để đối đầu với những đối thủ về sau, ngoài khẩu súng đa năng cùng kỹ năng chiến đấu, Rogue còn dựa vào các loại vũ khí tìm được như súng phóng lựu Bazooka, súng máy, những khẩu pháo lớn nhỏ được trang bị trên các phương tiện di chuyển (như phi thuyền hay điều khiển các khoang súng bảo vệ xe lửa). Tuy nhiên AI (trí tuệ nhân tạo) của các nhân vật máy lại chỉ ở mức trung bình tức là máy có thể phát hiện đồng đội bị hạ và chạy lại xem xét, nhưng thường thì chúng chỉ biết mỗi một việc là đứng yên mà nã đạn, không có chút tư duy chiến thuật nào nhằm gây khó dễ cho người chơi.

## Đánh giá
Rogue Trooper chỉ nhận được lời đánh giá và nhận xét từ trung bình cho tới tốt từ đa số các nguồn truyền thông. IGN chấm số điểm cho game là 8 trên 10. Gamespot thì chấm 6.7 trên 10 và 1UP.com xếp game vào hạng C+. Các website và tạp chí về game như Gameranking chỉ chấm với số điểm là 72.55%, Metacritic cho game tổng số điểm là 71.

### Giải thưởng
Kịch bản phim của game do Gordon Rennie viết vào năm 2006, với nhân vật Rogue đã nhận được giải thưởng BAFTA.